# Houcine Kyoud
Houcine Kyoud, dit Zaz, est un footballeur international marocain qui évoluait au poste de football.

## Biographie
Houcine Kyoud fait partie de la première sélection nationale du Maroc, lors des Jeux panarabes de 1957 sous la houlette de Larbi Benbarek.
Il participe à la finale malheureuse de la Coupe du Maroc 1959-1960, perdue par le FUS 1 but à 0 face au Mouloudia Club d'Oujda, le 24 avril 1960 au Stade d'honneur à Casablanca.

## Sélections en équipe nationale
1. 19/10/1957 : Jeux Panarabes Irak - Maroc : 3 - 3
2. 21/10/1957 : Jeux Panarabes Libye - Maroc : 1 - 5
3. 23/10/1957 : Jeux Panarabes Tunisie - Maroc : 1 - 3
4. 21/10/1957 : Demi-finale Jeux Panarabes Syrie - Maroc : 1 - 1

15/05/1960 Casablanca Maroc v Espagne "B" : 3 - 3 Amical

## Palmarès
- Finaliste de la Coupe du Trône en 1960 avec le FUS de Rabat.